# جورج سومرز
جورج سومرز (بالإنجليزية: George Somers)‏ هو لاعب كرة قدم أمريكية أمريكي، ولد في 5 أكتوبر 1915 في Fountain Springs, Pennsylvania ‏ في الولايات المتحدة، وتوفي في 12 يناير 1964.